# Evangelische Kirche (Kefenrod)

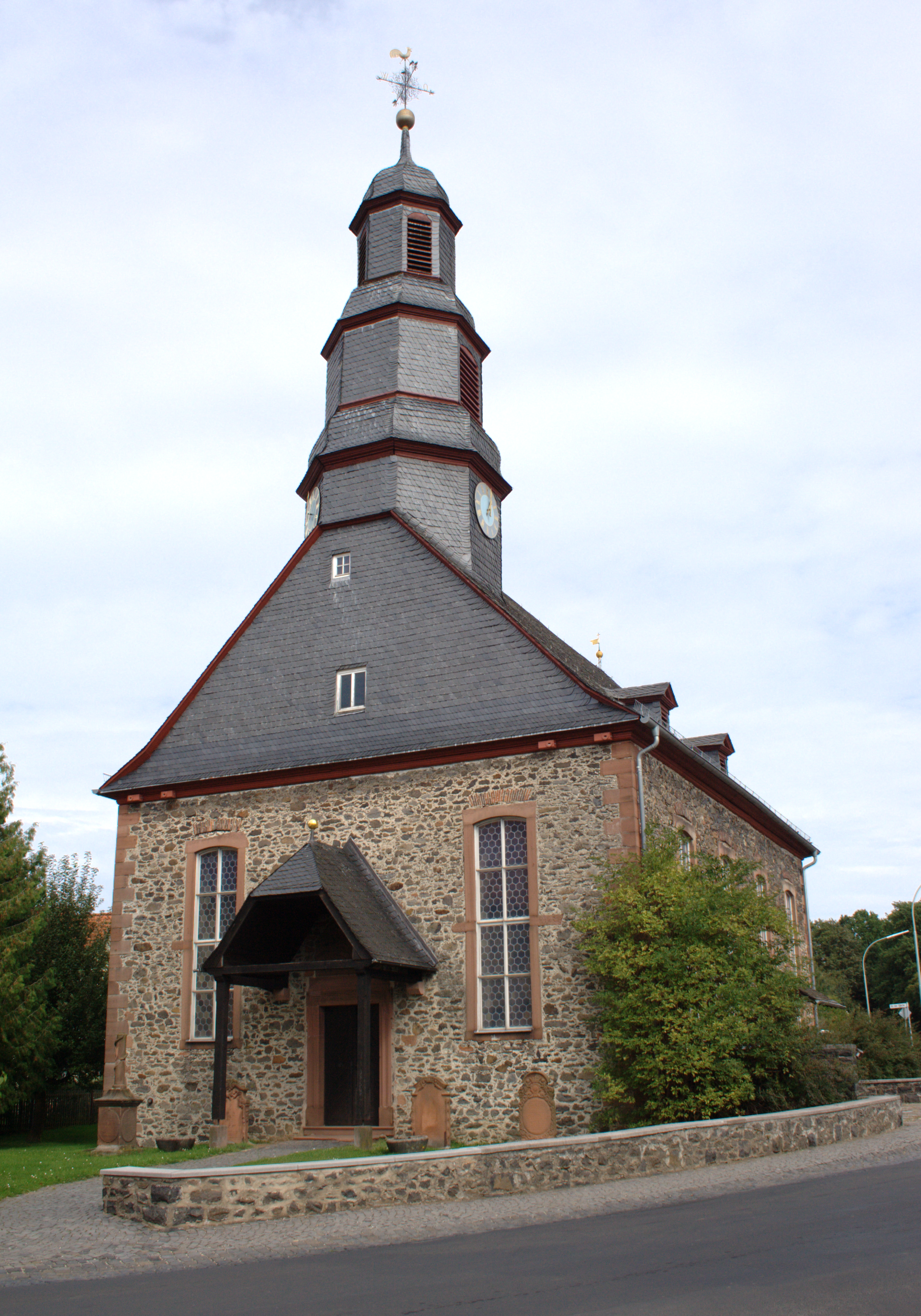
Evangelische Kirche in Kefenrod

Die Evangelische Kirche Kefenrod ist ein denkmalgeschütztes Kirchengebäude in der Gemeinde Kefenrod im Wetteraukreis in Hessen. Die Kirchengemeinde gehört zum Dekanat Büdinger Land in der Propstei Oberhessen der Evangelischen Kirche in Hessen und Nassau.

## Beschreibung
Die Grundsteinlegung der nach Nordost ausgerichteten Saalkirche war am 7. Juli 1740. Aus dem Satteldach des Kirchenschiffs erhebt sich im Südwesten ein achteckiger, dreifach gestufter Dachreiter.
Der Innenraum hat eine hufeisenförmige Empore. Die Kirchenausstattung stammt aus der Bauzeit. Das Kirchengestühl befindet sich im Westen. Das zweireihige Gestühl für die Presbyter im Chor flankiert die Kanzel. Der Altar ist von einem Gitter umfriedet. Die 1696 für die Kirche in Langenselbold von Johann Wilhelm Müßig gebaute Orgel wurde 1834 von Georg Link nach Kefenrod umgesetzt. Sie wurde 1839 von Philipp Meinhardt vergrößert und 1984 von der Förster & Nicolaus Orgelbau restauriert.